# Jan Furtok
Jan Furtok (9. března 1962, Katovice – 26. listopadu 2024, Katovice) byl polský fotbalista, útočník. 

## Fotbalová kariéra
V polské nejvyšší soutěži hrál za GKS Katowice, nastoupil ve 209 ligových utkáních a dal 85 gólů. S týmem GKS Katowice vyhrál v roce 1986 polský fotbalový pohár. Dále hrál v německé bundeslize za Hamburger SV a Eintracht Frankfurt, nastoupil ve 188 bundesligových utkáních a dal 60 gólů. V Poháru vítězů pohárů nastoupil ve 4 utkáních a v Poháru UEFA nastoupil ve 31 utkáních a dal 13 gólů. Za reprezentaci Polska nastoupil v roce 1984-1994 ve 36 utkáních a dal 10 gólů. Byl členem polské reprezentace na Mistrovství světa ve fotbale 1986, nastoupil v utkání proti Brazílii.

## Smrt
V roce 2015 mu byla diagnostikována Alzheimerova choroba, zemřel 26. listopadu 2024 ve věku 62 let. Posmrtně jej polský prezident Andrzej Duda vyznamenal Řádem znovuzrozeného Polska důstojnické třídy. Pohřben byl 29. listopadu 2024 na hřbitově kostela Svaté Trojice v Katovicích. Obřadu se mimo jiných zúčastnili: Jan Urban, Jerzy Brzęczek, Lukas Podolski a představitelé GKS Katowice a Górniku Zabrze.

## Ligová bilance
| Ročník                                 | Zápasy | Góly | Klub                |
| -------------------------------------- | ------ | ---- | ------------------- |
| Ekstraklasa 1979/1980                  | 1      | 0    | GKS Katowice        |
| 2. polská liga 1980/1981               | 29     | 7    | GKS Katowice        |
| 2. polská liga 1981/1982               | 28     | 7    | GKS Katowice        |
| Ekstraklasa 1982/1983                  | 29     | 9    | GKS Katowice        |
| Ekstraklasa 1983/1984                  | 26     | 11   | GKS Katowice        |
| Ekstraklasa 1984/1985                  | 18     | 5    | GKS Katowice        |
| Ekstraklasa 1985/1986                  | 30     | 17   | GKS Katowice        |
| Ekstraklasa 1986/1987                  | 27     | 16   | GKS Katowice        |
| Ekstraklasa 1987/1988                  | 29     | 8    | GKS Katowice        |
| Ekstraklasa 1988/1989                  | 9      | 1    | GKS Katowice        |
| Německá fotbalová Bundesliga 1988/1989 | 21     | 9    | Hamburger SV        |
| Německá fotbalová Bundesliga 1989/1990 | 33     | 10   | Hamburger SV        |
| Německá fotbalová Bundesliga 1990/1991 | 32     | 20   | Hamburger SV        |
| Německá fotbalová Bundesliga 1991/1992 | 30     | 8    | Hamburger SV        |
| Německá fotbalová Bundesliga 1992/1993 | 19     | 4    | Hamburger SV        |
| Německá fotbalová Bundesliga 1993/1994 | 27     | 6    | Eintracht Frankfurt |
| Německá fotbalová Bundesliga 1994/1995 | 26     | 3    | Eintracht Frankfurt |
| Ekstraklasa 1995/1996                  | 17     | 4    | GKS Katowice        |
| Ekstraklasa 1996/1997                  | 20     | 4    | GKS Katowice        |
| Ekstraklasa 1997/1998                  | 3      | 0    | GKS Katowice        |
| CELKEM Ekstraklasa                     | 209    | 85   |                     |
| CELKEM Německá fotbalová Bundesliga    | 188    | 60   |                     |